# Nicolas Roeg
Nicolas Roeg (Londra, 15 agosto 1928 – Londra, 23 novembre 2018) è stato un regista e direttore della fotografia britannico.

## Biografia
Nicolas Roeg nacque a Londra il 15 agosto 1928. Dopo il servizio militare, durante il quale fece da proiezionista di film per la sua unità, senza aver frequentato scuole o corsi di cinema, ottenne un lavoro come duplicatore di film presso il Marylebone Studio dove imparò anche le tecniche di montaggio. Nel 1950 passò ai Borehamwood Studios della MGM dove lavorò come assistente operatore e familiarizzò con la fotografia; la svolta nella sua carriera avvenne quando fu assunto come direttore della seconda unità di fotografia nel film di David Lean Lawrence d'Arabia (1962), che lo rese noto nell'ambiente cinematografico inglese fino alla chiamata di Roger Corman che lo volle come direttore della fotografia in La maschera della morte rossa (1964). Seguirono poi altri film nei quali curò la fotografia ottenendo molte menzioni di merito: Dolci vizi al foro (1966) di Richard Lester, Fahrenheit 451 (1966) di François Truffaut, Via dalla pazza folla (1967) di John Schlesinger e Petulia (1968).
Roeg sposò nel 1957 Susan Stephen: il matrimonio durò vent'anni e ne nacquero quattro figli: Waldo, Nico, Sholto e Luc Roeg (che diventerà produttore cinematografico). Nel 1980 diresse Theresa Russell nel film Il lenzuolo viola: se ne innamorò e la sposò (1982), creando un sodalizio privato e artistico che durò anni. La coppia ebbe due figli: Maximillian (divenuto poi attore) e Statten Roeg. Dopo il divorzio dalla Russell, sposò Harriet Harper nel 2004. Morì a 90 anni, il 24 novembre 2018.

### Direttore della fotografia
Il primo incarico di rilievo Roeg lo ottiene nel 1956 sul set di Sangue misto di George Cukor, come assistente di Freddie Young. Con gli anni sessanta la carriera di Roeg subisce una svolta importante tanto da lavorare come operatore sul set de I nomadi di Fred Zinnemann, su quello di Il garofano verde di Ken Hughes e su quello di Lawrence d'Arabia di David Lean. Le sue prime direzioni della fotografia vanno dal 1961 al 1963 e tra le altre cose includono più di un film del regista inglese Robert Lynn, tra cui Dr. Crippen, ispirato ad un fatto di cronaca nera del periodo edoardiano, il primo dei due film insieme a Clive Donner, The Caretaker, scritto da Harold Pinter e l'ultimo dei suoi film fotografati in bianco e nero, The System, diretto da Michael Winner. Il primo film a colori fotografato da Roeg è La Maschera della morte rossa di Roger Corman dopo il quale si susseguono una serie di titoli importanti tra cui spicca Petulia di Richard Lester che anticipa aspetti tematici e stilistici più tipici del suo cinema. Roeg dirigerà la fotografia anche per i suoi primi film come regista, ovvero nel 1970 per Sadismo, l'anno successivo per L'inizio del cammino e nel 1972 per Glastonbury Fayre, film concerto la cui regia fu condivisa insieme a Peter Neal e che registra l'atmosfera, lo spirito e la vitalità dell'edizione 1972 del festival di Glastonbury. Glastonbury Fayre è anche la prima collaborazione tra Roeg e il direttore della fotografia Anthony B. Richmond, con il quale collaborerà in seguito per altre sue regie.

### La regia
All'età di 40 anni decise di provare a dirigere un film, progettando L'inizio del cammino (1971), tratto da un romanzo di Edward Bond, ma nello stesso periodo lo scrittore e artista Donald Cammell, legato a Roeg da un'antica amicizia, lo chiamò a collaborare per un altro progetto; nacque così Sadismo (1970), film che esplora l'identità e le relazioni che si vengono a creare tra Chas, un giovane criminale in fuga dalla legge e gli inquilini della casa in cui trova rifugio, Turner (interpretato da Mick Jagger), un cantante affermato in cerca di riaccendere il proprio talento e le sue due amanti bisessuali. La distribuzione del film ritardò due anni a causa di contenuti tabù quali l'uso di droghe allucinogene e la presenza di comportamenti sessuali devianti e quando uscì nelle sale nel 1970 era privo di alcune scene; nonostante il discreto successo all'epoca, il film è diventato negli anni un vero e proprio cult e Roeg ebbe modo di sperimentare alcuni elementi di regia che saranno poi un punto costante della sua filmografia: allusioni visive, echi, rimandi, sovrimpressioni e la scelta di un montaggio frenetico ed evocatore.
Nel 1971 realizzò quindi L'inizio del cammino, la storia di una ragazza e del giovane fratello che, abbandonati nel deserto australiano, incontrano un aborigeno durante il proprio walkabout, un rito di passaggio all'età adulta in cui il giovane si allontana dalla propria comunità per sopravvivere da solo nel deserto; il film indaga i principi della vita che sono oscurati dalla civilizzazione e che la ragazza impara a conoscere durante il walkabout che suo malgrado è obbligata a compiere. In concorso al Festival di Cannes, il film non riuscì a ottenere la Palma d'oro.

Nel 1973 uscì A Venezia... un dicembre rosso shocking, che otterrà ben otto candidature ai British Academy of Film and Television Arts Awards (BAFTA Awards), vincendo il premio solo per la miglior fotografia curata dal talentuoso Anthony B. Richmond, e in parte dallo stesso Roeg, non accreditato, che dopo questo film lascerà completamente ad altri il compito che lo rese celebre nel panorama cinematografico e che considerava tra i più importanti:
I can't think how anyone can become a director without learning the craft of cinematography. I was very glad later when I was directing that I wasn't in the hands of a cinematographer and hoping that he would do it well. I would know what he was doing, and we could discuss how that scene would look. It was just lucky in a way that I didn't go to film school and just learned all this on the floor.
Una caratteristica che accomuna i personaggi principali dei film di Roeg è la loro immersione in un ambiente percepito come alieno puntando l'attenzione sulle strane relazioni che essi hanno con la maggior parte delle altre persone; questa caratteristica è portata all'estremo nel suo successivo lavoro L'uomo che cadde sulla Terra (1976), la storia di un alieno (interpretato da David Bowie) che giunge sulla terra per trovare una soluzione ai problemi che minacciano di distruggere il suo pianeta ma finisce con l'assorbire i costumi e i vizi terrestri ed essere incapace di farvi ritorno. Sempre dal mondo della musica scelse il protagonista del suo film successivo: Il lenzuolo viola (1980); Art Garfunkel interpretò il ruolo di Alex Linden, uno psicoanalista americano a Vienna che si innamora perdutamente di una ragazza, Milena (Theresa Russell), che diventa per lui una vera e propria ossessione. Il film gli valse il premio come miglior regista dell'anno ai London Critics Circle Film Awards (ALFS) e il People's choice awards al Toronto International Film Festival (TIFF).

### Eureka e il periodo di declino
Eureka (1983), la storia di un cercatore d'oro che dopo la scoperta di un giacimento preziosissimo che lo rende uno degli uomini più ricchi al mondo non riesce più a trovare uno scopo nella sua vita, è considerato da parte della critica il suo capolavoro, eppure la sua distribuzione incontrò diverse difficoltà e l'uscita nelle sale avvenne con due anni di ritardo; da questo momento i suoi film incontrarono difficoltà notevoli ad essere distribuiti: La signora in bianco (1985), l'incontro in una stanza d'albergo nella stessa notte di Albert Einstein, Marilyn Monroe, Joe DiMaggio e Joseph McCarthy, fini subito nell'oblio nonostante il premio speciale per la tecnica ottenuto al festival di Cannes. Seguirono poi Castaway, la ragazza Venerdì (1987), storia di una coppia che passa un anno su un'isola deserta per un esperimento lanciato da una rivista, Aria (1987), l'unione di dieci brevi storie basate su celebri arie d'opera ognuna diretta da un regista diverso tra cui oltre a Roeg, autore del segmento Un ballo in maschera, figurano anche Robert Altman e Jean-Luc Godard, e Mille pezzi di un delirio (1988), una riproposizione della storia di Edipo in un contesto moderno. Dopo Chi ha paura delle streghe? (1990) una favola dell'orrore adatta a bambini e ad adulti, uscì il dramma psicologico Oscuri presagi (1991) e Morti oscure (1995) in cui durante una cena un rinomato dottore racconta ai suoi ospiti la propria ossessione sessuale verso la governante, mentre all'esterno è scoppiata una rivolta civile che contribuisce a rendere l'atmosfera della serata ancora più cupa.

### Film per la televisione
Roeg diresse anche alcuni film per la televisione: La dolce ala della giovinezza (1989), tratto da un dramma di Tennessee Williams, Cuore di tenebra (1993), tratto dall'omonimo romanzo di Joseph Conrad, Il massaggio dell'anima (1995), un dramma dalla forte componente erotica, e Sansone e Dalila (1996), sul famoso episodio biblico. Dopo aver ricevuto due riconoscimenti alla carriera nel 1999 al British Independent Film Awards (BIFA) e al Raindance Film Festival e un altro nel 2005 al Copenaghen International Film Festival, Roeg tornò dietro la macchina da presa nel 2006 con il thriller soprannaturale Puffball - L'occhio del diavolo (2007), uscito in Italia solo all'inizio del 2010, direttamente in DVD e tratto dal romanzo della scrittrice femminista Fay Weldon che conferma l'interesse di Roeg per le tematiche di genere, affrontate lungo tutto il suo cinema.

## Stile
Il significato dell'opera cinematografica di Roeg è legato innanzitutto all'utilizzo, in sede di montaggio, della tecnica narrativa detta, in Inglese, cut-up (o fishbowling), per cui un testo o una serie di riprese vengono collazionate in modo aleatorio per creare e riarrangiare il materiale d'origine. Conseguenza di questa tecnica, accompagnata da una spiccata sensibilità per l'espressività dell'immagine, è l'adozione di linee narrative non convenzionali e significati suggestivi. Accade spesso che Roeg organizzi il materiale in forme semicoerenti, riservandosi di ricomporre il senso generale nelle sequenze finali dei film, in cui si addensano informazioni cruciali per lo sciogliersi dei nodi della trama. Queste tecniche narrative e la sensibilità di Roeg per i "presentimenti" che l'immagine reca in sé hanno influenzato profondamente registi quali Ridley Scott e François Ozon, ma soprattutto autori che hanno lavorato con l'idea di tempo e sequenza come Atom Egoyan, Denis Villeneuve, e molti autori britannici tra cui David Hare, Peter Medak, Simon Rumley, autore quest'ultimo per il quale Roeg ha offerto l'ultima prova della sua carriera, come produttore esecutivo di Crowhurst (2017).

## Filmografia parziale

### Regista

#### Cinema
- Sadismo (Performance), co-regia Donald Cammell (1970)
- L'inizio del cammino (Walkabout) (1971)
- A Venezia... un dicembre rosso shocking (Don't Look Now) (1973)
- L'uomo che cadde sulla terra (The Man Who Fell to Earth) (1976)
- Il lenzuolo viola (Bad Timing) (1980)
- Eureka (1983)
- La signora in bianco (Insignificance) (1985)
- Castaway, la ragazza Venerdì (Castaway) (1986)
- Aria (1987) - episodio Un ballo in maschera
- Mille pezzi di un delirio (Track 29) (1988)
- Chi ha paura delle streghe? (The Witches) (1990)
- Oscuri presagi (Cold Heaven) (1991)
- Erotic Tales Volume 3 (1995) - episodio Hotel Paradise
- Morti oscure (Two Deaths) (1995)
- The Sound of Claudia Schiffer (2000) - cortometraggio
- Puffball - L'occhio del diavolo (Puffball) (2007)
- The Film That Buys the Cinema (2014) - documentario

#### Televisione
- La dolce ala della giovinezza (Sweet Bird of Youth) - film TV (1989)
- Le avventure del giovane Indiana Jones (The Young Indiana Jones Chronicles) - serie TV, episodio 2x16 (1993)
- Cuore di tenebra (Heart of Darkness) - film TV (1993)
- Il massaggio dell'anima (Full Body Massage) - film TV (1995)
- Sansone e Dalila (Samson and Delilah) - serie TV (1996)

### Direttore della fotografia

#### Cinema
- Scotland Yard in ascolto (Information Received), regia di Robert Lynn (1961)
- Band of Thieves, regia di Peter Bezencenet (1962)
- Just for Fun, regia di Gordon Flemyng (1963)
- The Caretaker - Il guardiano (The Caretaker), regia di Clive Donner (1963)
- Dr. Crippen, regia di Robert Lynn (1963)
- Every Day's a Holiday, regia di James Hill (1964)
- La maschera della morte rossa (The Masque of the Red Death), regia di Roger Corman (1964)
- Il cadavere in cantina (Nothing But the Best), regia di Clive Donner (1964)
- I quattro volti della vendetta (Victim Five), regia di Robert Lynn (1964)
- The System, regia di Michael Winner (1964)
- Il dottor Živago (Doctor Zhivago), regia di David Lean - non accreditato (1965)
- Fahrenheit 451, regia di François Truffaut (1966)
- Dolci vizi al foro (A Funny Thing Happened on the Way to the Forum), regia di Richard Lester (1966)
- James Bond 007 - Casino Royale (Casino Royale), regia di John Huston, Ken Hughes, Val Guest, Robert Parrish, Joseph McGrath (1967)
- Via dalla pazza folla (Far from the Madding Crowd), regia di John Schlesinger (1967)
- Petulia, regia di Richard Lester (1968)
- Sadismo (Performance), regia di Donald Cammell e Nicolas Roeg (1970)
- L'inizio del cammino (Walkabout), regia di Nicolas Roeg (1971)
- Glastonbury Fayre, regia di Peter Neal - documentario (1972)

#### Televisione
- Ghost Squad - serie TV, 1x08-1x09 (1961)
- The Pursuers - serie TV, 1x13 (1961)